# Enzo Grossi
Enzo Grossi (ur. 20 kwietnia 1908 w San Enigma, zm. 11 sierpnia 1960 w Corato) – włoski wojskowy, Capitano di vascello (komandor), domniemany as wojny podwodnej.

## Życiorys
Służył w Królewskiej Marynarce Wojennej. Podczas II wojny światowej dowodził okrętami podwodnymi „Medusa”, a następnie „Agostino Barbarigo”. W maju 1942 r. zgłosił zatopienie amerykańskiego pancernika typu Maryland lub California, zaś w grudniu tego roku kolejnego pancernika typu Missisipi. Pomimo wątpliwości oba przypadki zostały uznane za potwierdzone, w wyniku czego awansował do stopnia kapitana fregaty, a następnie komandora. Niemcy uhonorowali go Żelaznym Krzyżem 2 i 1 klasy. W nagrodę mianowano go dowódcą włoskiej bazy morskiej Betasom w okupowanym Bordeaux. Po ogłoszeniu zawieszenia broni przez Włochy we wrześniu 1943 r., przeszedł do nowo formowanych sił zbrojnych Włoskiej Republiki Socjalnej, pełniąc dalej służbę w Bordeaux. W 1949 r. komisja włoskiej marynarki wojennej uznała, że E. Grossi podczas swojej służby podwodnej nie zatopił żadnego okrętu alianckiego, pozbawiając go odznaczeń i awansów oraz nazywając kłamcą. W rezultacie wyemigrował do Buenos Aires. Przez cały czas próbował dowieść swojej wersji wydarzeń. W 1958 r. powrócił do Włoch, zamieszkując w Corato. Po jego śmierci została powołana kolejna komisja wojskowa w 1962 r., która stwierdziła, że działał w dobrej wierze, atakując bezskutecznie amerykański krążownik USS „Milwaukee” i korwetę USS „Petunia”,  ale nie przywróciła mu stopnia wojskowego.